# Charles Alexandre Crauk

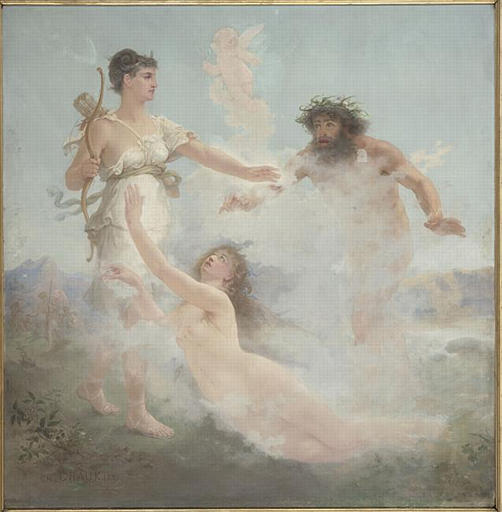
Nimfa Aretuza

Charles Alexandre Crauk (ur. 27 stycznia 1819 w Douchy-les-Mines, zm. 30 maja 1905 w Paryżu) – francuski malarz akademicki.
Studiował w Académie des Beaux-Arts w Paryżu pod kierunkiem François-Édouard Picota. Znany jest głównie z obrazów o tematyce religijnej i mitologicznej, malował również portrety i dekoracje ścienne (freski, plafony), projektował witraże. Regularnie wystawiał w paryskim Salonie, od 1875 był profesorem rysunku w elitarnej École Spéciale Militaire de Saint-Cyr.